# Đông Phú, thành phố Thanh Hóa
Đông Phú là một xã thuộc thành phố Thanh Hóa, tỉnh Thanh Hóa, Việt Nam.

## Địa lý
Xã Đông Phú nằm ở phía tây nam thành phố Thanh Hóa, có vị trí địa lý:
- Phía đông giáp các xã Đông Văn, Đông Quang
- Phía tây giáp huyện Triệu Sơn
- Phía nam giáp xã Đông Nam, Đông Quang
- Phía bắc giáp xã Đông Văn.

Xã Đông Phú có diện tích tự nhiên 5,68 km², quy mô dân số năm 2022 là 5.141 người, mật độ dân số đạt 905 người/km². Dân cư sinh sống tại Đông Phú chủ yếu là người Kinh.

## Lịch sử
Trước năm 1945, xã Đông Phú thuộc tổng Viễn Chiếu, phủ Đông Sơn, gồm các làng: Chiếu Thượng, Chiếu Trung (Trú Thượng), Chiếu Hạ thuộc xã Quang Chiếu, Văn Hội, Tân Phong, Văn Hưng và Trường Tuế. Sau Cách mạng tháng Tám, địa giới của xã thuộc xã Minh Đức. Tên gọi Đông Phú xuất hiện từ năm 1948.
Ngày 5 tháng 7 năm 1977, nhập 16 xã hữu ngạn sông Chu thuộc huyện Thiệu Hóa với huyện Đông Sơn thành huyện Đông Thiệu, xã Đông Phú thuộc huyện Đông Thiệu. Đến ngày 30 tháng 8 năm 1982, xã trở lại thuộc huyện Đông Sơn do huyện Đông Thiệu đổi tên thành.
Năm 2018, xã Đông Phú có 7 thôn. Ngày 11 tháng 7 cùng năm, Hội đồng nhân dân tỉnh Thanh Hóa khóa XVII thông qua Nghị quyết về việc sắp xếp thôn, tổ dân phố trên địa bàn tỉnh. Theo đó:
- Nhập thôn Hoàng Lạp và thôn Bái Vượng thành thôn Hoàng Thịnh
- Nhập thôn Hoàng Mậu và thôn Văn Khôi thành thôn Hoàng Văn
- Nhập thôn Phú Bật và thôn Đội Chung thành thôn Phú Bình.

Sau sắp xếp, xã Đông Phú có 4 thôn.
Ngày 24 tháng 10 năm 2024, Ủy ban Thường vụ Quốc hội thông qua Nghị quyết số 1238/NQ-UBTVQH15 (có hiệu lực từ ngày 1 tháng 1 năm 2025). Theo đó, sáp nhập toàn bộ huyện Đông Sơn vào thành phố Thanh Hóa, xã Đông Phú thuộc thành phố Thanh Hóa.

## Hành chính
Xã Đông Phú được chia thành 4 thôn: Chiếu Thượng, Hoàng Thịnh, Hoàng Văn, Phú Bình.

## Di tích
- Đình, đền Hoàng Lạp: thờ con trai thứ hai của Lê Ngọc (thời Nhà Tùy) có công lập làng
- Đình Phú Bật.[7]